# تام و ویو
تام و ویو (به انگلیسی: Tom & Viv) نام فیلم درامی است که در سال ۱۹۹۴ به کارگردانی برایان گیلبرت و بر پایهٔ نمایش‌نامه‌ای با همین نام از مایکل هستینگز ساخته شد. میراندا ریچاردسون موفق شد برای بازی در این فیلم در رشتهٔ بهترین بازیگر نقش اول زن نامزد دریافتِ جایزه اسکار شود.
تام و ویو داستانِ رابطهٔ تی. اس. الیوت، شاعر آمریکایی، و همسرِ اولش، ویوین هی‌وود الیوت را روایت می‌کند.